# Kiili (commune)
Kiili (Kiili vald) est une municipalité rurale d'Estonie située dans la région d'Harju, au sud de Tallinn. Elle s'étend sur 100,4 km2 et sa population est de 5429 habitants(01/01/2012). Son chef-lieu administratif se trouve à Kiili.

## Histoire
Le bourg de Kiili, qui a donné son nom à la commune, s'appelait Russendorf (signifiant le village des Russes) de sa fondation, après la Guerre du Nord, jusqu'en 1920; puis Veneküla (traduction en estonien de Russendorf), jusqu'en 1971.

## Localités de la commune
| Code | Nom        | Type                 | Population |
| ---- | ---------- | -------------------- | ---------- |
| 1388 | Arusta     | village (küla)       | 51         |
| 2673 | Kangru     | petit bourg (alevik) | 759        |
| 3039 | Kiili      | bourg (alev)         | 1841       |
| 3653 | Kurevere   | village (küla)       | 33         |
| 4549 | Luige      | petit bourg (alevik) | 1337       |
| 4633 | Lähtse     | village (küla)       | 514        |
| 4902 | Metsanurga | village (küla)       | 43         |
| 5125 | Mõisaküla  | village (küla)       | 207        |
| 5329 | Nabala     | village (küla)       | 117        |
| 5824 | Paekna     | village (küla)       | 175        |
| 6198 | Piissoo    | village (küla)       | 48         |
| 7474 | Sausti     | village (küla)       | 183        |
| 7701 | Sookaera   | village (küla)       | 37         |
| 7880 | Sõgula     | village (küla)       | 30         |
| 7894 | Sõmeru     | village (küla)       | 73         |
| 8824 | Vaela      | village (küla)       | 717        |